# Samoana attenuata
Samoana attenuata és una espècie de caragol pertanyent a la família Partulidae.

## Hàbitat
És terrestre i prefereix viure a les branques més altes dels arbres situats al vessants muntanyencs més secs. No obstant això, també se n'ha trobat a una vall humida de Tahití.

## Distribució geogràfica
És un endemisme de la Polinèsia Francesa: Tahití, Moorea i Raiatea (Illes de la Societat). Es va extingir a Bora Bora.

## Estat de conservació
La introducció del caragol carnívor Euglandina rosea a totes les Illes de la Societat ha repercutit en la supervivència d'aquesta espècie. Així, per exemple, no se'n van trobar exemplars vius durant els treballs de camp realitzats a Bora Bora el 1991 ni tampoc a Raiatea el 2000. En canvi, se'n va trobar una petita població a Moorea el 1996 i d'altres també a Tahití durant els anys 2003-2005.